# Avatar Press
Avatar Press é uma editora de histórias em quadrinhos dos Estados Unidos. Foi fundada em 1996 por William Christensen.